# Xanthorhiza
Xanthorhiza  é um gênero botânico da família Ranunculaceae.

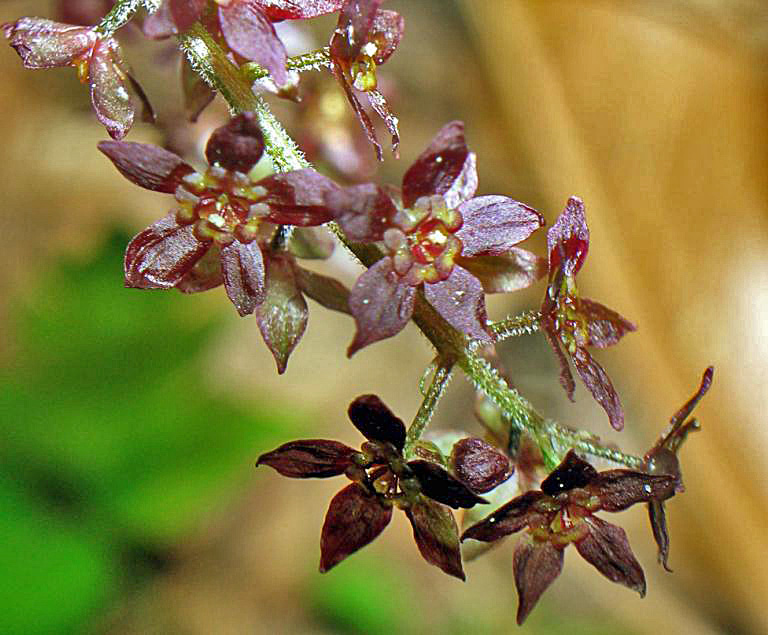
Imagem aproximada da Xanthorhiza

## Espécie
Xanthorhiza simplicissima ou X. apiifolia é o único membro deste do gênero Xanthorhiza